# Jean-Frédéric Bruch
Pour les articles homonymes, voir Bruch.
Jean-Frédéric Bruch, né à Pirmasens (landgraviat de Hesse-Darmstadt) le 13 décembre 1792 et décédé à Strasbourg le 22 juillet 1874, est un théologien luthérien qui est professeur à l'Université de Strasbourg, doyen de la Faculté de théologie, pasteur à l'église Saint-Nicolas de Strasbourg, également inspecteur ecclésiastique. Dans l'Église de la Confession d'Augsbourg, il incarne le libéralisme modéré de la première moitié du XIXe siècle.

## Biographie

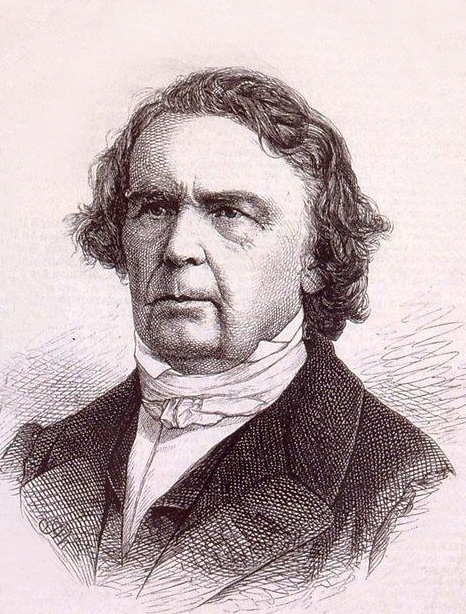
Jean-Frédéric Bruch

Descendant de huguenots français du nom de Bruyère, réfugiés en Allemagne. Sixième de huit enfants. Il est naturalisé français en 1821. Il est le fils de Carl Ludwig Bruch (1758-1828) pharmacien né à Soultz-sous-Forêts et de Charlotte Philippine Stroehlin (1763-1825). Il a sept frères et sœurs.
Son père qui est aussi tanneur s'était établi à Trarbach sur la Moselle. Le fils aîné reprit l'affaire familiale. Jean-Frédéric devient pasteur de Deux-Ponts. C'est à cette époque-là que l'on voit surgir le nom de Bruch comme addition au nom de Bruyère. Bientôt le patronyme Bruch remplace celui de Bruyère.
Le pasteur de Deux-Ponts se trouve en effet inscrit sur les registres ecclésiastiques de cette ville comme s’appelant “Bruyère sive Bruch” (Bruyère ou Bruch) et bientôt le nom de Bruch remplaça complètement celui de Bruyère.
Il est naturalisé français en 1821.
Précepteur dans la famille Gros à Poissy en 1815; il y fait de ravissantes aquarelles. En 1821 il est professeur au séminaire protestant de Strasbourg, puis, Doyen de la Faculté de Théologie de Strasbourg.

## Hommages

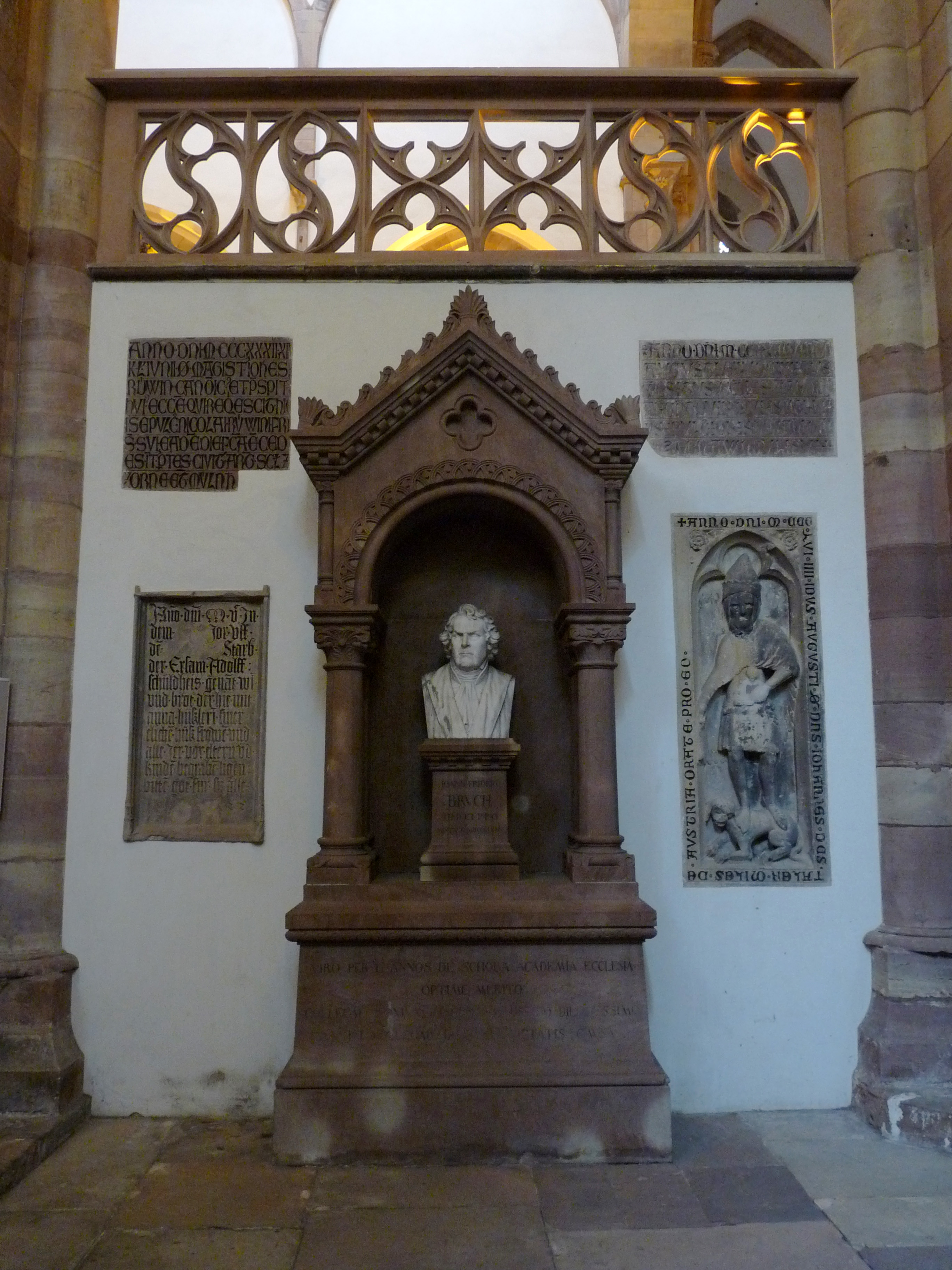
Monument funéraire à l'église Saint-Thomas de Strasbourg

En 1864 le photographe Charles David Winter exécute son portrait.
L'église Saint-Thomas de Strasbourg abrite un monument funéraire, situé dans le croisillon nord du transept, à gauche de la pierre tombale de Jean Thaler. Le buste est l'œuvre du sculpteur Philippe Grass. Mais Jean-Frédéric Bruch est inhumé au cimetière Sainte-Hélène de Strasbourg.

## Œuvres
- Discours prononcé à la distribution des prix aux élèves du collège mixte ou gymnase protestant de Strasbourg, faite le 26 août 1829, F.-C. Heitz, 1829
- Études philosophiques sur le christianisme, Pibois-Levrault, 1839
- Discours prononcé le 19 janvier 1843, à la grande salle des cours de St-Thomas, pour rendre les dernières honneurs académiques à George Fréderic Lachenmeyer, professeur de Littérature grecque au Séminaire protestant et au Gymnase de Strasbourg. Suivi du discours prononcé sur la tombe par J. Willm, 1843, Heitz F. G, 1843
- (de) Betrachtungen über Christenthum und christlichen Glauben, in Briefen, Treuttel und Würtz, 1845-1846
- Discours prononcé le 15 avril 1853 ... pour rendre les derniers honneurs académiques à M. Joseph Willm, Heitz F. Ch, 1853
- (de) Die Lehre von der Präexistenz der menschlichen Seelen, historisch-kritisch dargestellt von J. Fr. Bruch, Treuttel und Würtz, 1859
- Discours sur la vie et les travaux de M. Théodore Kreiss, Professeur au séminaire protestant de Strasbourg, prononcé le 7. Juin 1860, Heitz F. Ch, 1860
- (de) Theorie des Bewusstseins : ein psychologischer Versuch, Treuttel und Würtz, 1864